# چغل
چغل، روستایی از توابع بخش مرکزی شهرستان کهگیلویه در استان کهگیلویه و بویراحمد ایران است.

## جمعیت
این روستا در دهستان راک قرار دارد و براساس سرشماری مرکز آمار ایران در سال ۱۳۸۵، جمعیت آن ۲۸۵ نفر (۵۲خانوار) بوده‌است.